# Gwiazdka oświetlająca
Gwiazdka oświetlająca – ładunek oświetlający pocisku oświetlającego.
Wykonany jest z masy świetlnej połączonej ze spadochronem, na którym powoli opada po wyrzuceniu z pocisku. Prędkość opadania wynosi 5–8 m/s oświetlając teren o powierzchni około 1 km² przez kilkadziesiąt sekund.
Masa świetlna składa się z substancji palnej, której składnikami są sproszkowane metale, głównie magnez i glin; utleniacza w postaci azotanu baru, sodu i strontu; lepiszcza składającego się z szelaku, bakelitu, roztworu kalafonii w pokoście i dodatków zwiększających jaskrawość płomienia.
Gwiazdka oświetlająca umieszczona jest w stalowej cylindrycznej osłonie z dnem, do którego przymocowany jest spadochron.